# Prague Open 2005
Il Prague Open 2005, nome ufficiale ECM Prague Open, è stato un torneo professionistico maschile e femminile di tennis giocato sulla terra rossa. Il torneo femminile faceva parte della categoria Tier IV nell'ambito del WTA Tour 2005, con un montepremi di 140.000 $. Il torneo maschile era invece parte del circuito Challenger nell'ambito dell'ATP Challenger Series 2005, con un montepremi di 100.000 $. Si è giocato sui campi dell'I. Český lawn–tenisový klub sull'isola di Štvanjce a Praga in Repubblica Ceca, dal 9 al 15 maggio 2005.

## Campioni

### Singolare maschile
Jan Hernych ha battuto in finale  Jiří Vaněk con il punteggio di 3–6, 6–4, 6–3

### Singolare femminile
Dinara Safina ha battuto in finale  Zuzana Ondrášková con il punteggio di 7–6(2), 6–3

### Doppio maschile
Jordan Kerr /  Sebastián Prieto hanno battuto in finale  Travis Parrott /  Rogier Wassen con il punteggio di 6–4, 6–3

### Doppio femminile
Émilie Loit /  Nicole Pratt hanno battuto in finale  Barbora Záhlavová-Strýcová /  Jelena Kostanić 66–7, 6–4, 6–4